# Dau Ac
Isla de Dau Ac (en francés: île Dau Ac; que significa "Isla hombre" en el lenguaje nyelâyu) es una isla de Nueva Caledonia, situada a unos 35 km al noroeste de la punta norte de Grande Terre. Esta es la tercera isla más grande del archipiélago y comuna de las Islas Belep después de Isla de Art (de la cual está separada solo por un canal de 2,5 km). A diferencia de las otras dos islas, nunca ha sido habitada. Se extiende hacia el sureste por el continente por dos sistemas de islotes rocosos: el Dao en el norte (que a veces se le adjunta) y el del sur.